# White America
«White America» — сингл американского рэпера Эминема в жанре политического хип-хопа, вышедшая в 2002 и записанная в рамках четвёртого студийного альбома The Eminem Show. Песня была исполнена на церемонии MTV Video Music Awards. Это первая полная песня в альбоме, описывающая подъем Эминема на вершину славы и заявления со стороны родителей и политиков, что он оказал влияние преступным поведением на молодых белых американцев.

## Содержания песни
В песне описывается влияние цвета кожи Эминема на его популярность, хотя в начале сольной карьеры он мешал ему быть воспринятым всерьёз. Он описывает нападки на себя со стороны правительства США, которые заявляют, что рэпер плохо влияет на молодёжь. Эрик и Эрика в песне — олицетворение белого молодого поколения. Также Маршалл рассуждает о свободе слова в Америке, описанной в Конституции через критику экс-вторых леди страны Линн Чейни и Типпер Гор, которые высказывали сомнение в праве на свободу слова Мэтерса.

## Клип
Был выпущен анимационный клип на эту песню, который непосредственно связан с текстом. Символичным является плакат с Эминемом в качестве подозреваемого на заднем плане, а затем разрыв Конституции США на переднем.

## Другое
Журнал «Mother Jones» заявил, что песня является четвёртой из наиболее часто используемых в американских военных тюрьмах для дезориентации и лишения сна заключенных. Ещё одна песня Эминема «Kim» находится на 5-м месте.